# Slaughter & The Dogs
Slaughter & The Dogs — британская рок-группа, образовавшаяся в 1976 году и ставшая одной из первых панк-групп Манчестера. Будучи большими поклонниками глэм-рока, в частности Дэвида Боуи и Мика Ронсона, музыканты назвали свою группу, соединив названия альбомов Slaughter On 10th Avenue Ронсона и Diamond Dogs Боуи.

## История группы
Уэйн Баррет, Ховард Бэйтс, Эрик Грэнтэм и Майк Росси вместе учились в школе Шэрстон, в Манчестере, где в начале 1976 года решили собрать паб-рок-группу. Ориентируясь на глэм-рок и гаражную сцену 60х, вроде Stooges и MC5, Slaughter отличились на манчестерской сцене жестким звучанием и запоминающимся ярким сценическим образом (одно только количество истраченной пудры, для создания эффекта тумана, чего стоило).
20 июля 1976 года Slaughter & The Dogs, уверив Малькольма Макларена в том, что на их концерт придет много народа, получили разрешение выступить на разогреве у Sex Pistols в манчестерском Фри Трэйд Холле.
Перед тем, как вышла первая собственная пластинка группы, две их песни («Runaway» и «Boston Babies») оказались на концертном сборнике клуба Roxy. В мае 1977 года был записан первый сингл группы — «Cranked Up Really High». Сингл стал первым изданием инди-лейбла Rabid Records.
В этом же году Slaughter & The Dogs подписали контракт с звукозаписывающей компанией Decca Records, став одной из первых панк-групп, пойманных большими лейблами.
Их второй сингл, «Where Have All The Boot Boys Gone?», оказал немалое влияние на начавшееся в начале 80х движение Oi!, однако послужил поводом для неверного представления о самой группе.
«Johnny T» — трибьют Джонни Тандерсу стала би-сайдом их третьего сингла «Dame To Blame». Четвертый сингл «Quick Joey Small» примечателен присутствием на записи Мика Ронсона. Он же продюсирует их альбом «Do It Dog Style», вышедший на Декке в 1978м году.
Несмотря на наличие на альбоме каверов на New York Dolls («Mystery Girls»), Velvet Underground («I’m Waiting For My Man»), и очень сильные собственные композиции, ни альбом, ни синглы не имели успеха. Группа распалась.
Правда на этом история не закончилась. В начале 1980-х годов Бэйтс и Росси решили реформировать группу, взяв барабанщика Фила Роулэнда из группы Eater и гитариста Билли Даффи. Вокалистом был назначен Стивен Моррисси, однако долго он не продержался, и Мику Росси пришлось взять вокал на себя. В таком составе они записали ЕР «Build Up», но успеха не имели, и переименовали себя в Studio Sweethearts.
Записав один сингл под этим названием, группа вернулась в свой исходный состав с Барретом и Маффетом, и сократив название до «Slaughter» записала альбом «Bite Back» и ещё три «сорокапятки». Но все эти метаморфозы группе никак не помогли, она ушла в подполье, меняла составы (Эд Бэнгер из The Nosebleeds сменил Барретта), и в конце концов распалась, вернувшись уже в новом столетии, изредка давая концерты. Билли Даффи проявил себя в группе The Cult, а Моррисси в The Smiths.
На сегодняшний момент группа Slaughter & The Dogs считается одним из ярчайших и ранних представителей панк-сцены, альбом «Do It Dog Style» стал классическим, а первое издание сингла «Cranked Up Really High» стоит немалых денег, как впрочем и остальные записи группы.

## Дискография

### Синглы
- Cranked Up Really High/The Bitch (Rabid Tosh 101) 1977
- Where Have All The Boot Boys Gone?/You’re A Bore (Decca FR 13723) 1977
- Where Have All The Boot Boys Gone?/You’re A Bore (12 Decca LF 13723) 1977
- Dame To Blame/Johnny T (Decca FR 13743) 1977
- Quick Joey Small/Come On Back (Decca FR 13758) 1978
- You’re Ready Now/Runaway (DJM DJS 10927) 1979
- East Side Of Town/One By One (DJM DJS 10927) 1980
- I’m The One/What’s Wrong Boy? (live)/Hell In New York (DJM DJS 10936) 1980
- Where Have All The Boot Boys Gone?/You’re A Bore/Johnny T (Damaged Goods FNARR 1) 1988

### EP
- Built Up Not Down (It’s Alright/Edgar Allan Poe/Twist And Turn/UFO) (TJM 3) 1979

### Альбомы
- Do It Dog Style (Decca SKL 5292) 1978
- Bite Back (DJM DJF 20566) 1980

### Концертные альбомы и сборники
- Live At The Roxy (Harvest SHSP 4069) 1978
- Live Slaughter Rabid Dogs (Rabid HAT 23) 1978
- Live At The Factory (Thrush 1) 1978